# MBS TV
MBS TV (MBSテレビ Emubīesu Terebī) là một đài truyền hình địa phương ở Osaka, Nhật Bản và truyền dẫn phát sóng trên toàn khu vực Kinki. Kênh này hoàn toàn thuộc sở hữu của Công ty cổ phần Mainichi Broadcasting System.
Mã hiệu của kênh là JOOR-DTV (kênh vật lý 16 Osaka), nút điều khiển từ xa số 4.
Kênh này là một thành viên của Japan News Network (Mạng Thông tấn Nhật Bản).

## Lịch sử
Xem Mainichi Broadcasting System#Lịch sử MBS.

## Truyền dẫn

### Analog
Truyền dẫn trên sóng analog đã bị tắt tại Nhật Bản từ năm 2011.
JOOR-TV
- Mt. Ikoma: Kênh 4

### Kỹ thuật số
JOOR-DTV
- Mt. Ikoma: Kênh 16 (nút điều khiển từ xa: 4)

## Chương trình

### Truyền hình
- MBS News (MBSニュース?)
- VOICE - Chương trình tin tức hàng tuần của vùng Kinki
- Chichin Puipui (ちちんぷいぷい?)
- Shittoko! (知っとこ!?)
- Seyanen! (せやねん!?)
- Mizuno Maki no Mahō no Restaurant (水野真紀の魔法のレストラン?)
- Sekai no Nipponjin Tsuma wa Mita! (世界の日本人妻は見た!?)
- Tsukaeru Geinōjin wa Dareda!? Pressure Battle (使える芸能人は誰だ!?プレッシャーバトル?)
- En-Pare (エンパレ?)
- Baribari Value (世界バリバリバリュー?) – đã ngừng phát sóng
- Tsūkai! Akashiya TV (痛快!明石家電視台?)
- Gobugobu (ごぶごぶ?)
- Rokemitsu -the World- (ロケみつ ザ・ワールド?)
- Jonetsu-Tairiku (情熱大陸?)
- Phim tài liệu Kanasi 映像

### Phim truyền hình do MBS sản xuất
- Dorama 30 (– tháng 9 năm 2008)
- Inochino Gembakara (いのちの現場からシリーズ?)
- Ya, Ku, So, Ku (ヤ・ク・ソ・ク?)
- Designer (デザイナー?)
- Sentō no Musume!? (銭湯の娘!??)
- Gakincho ~Return Kids~ (がきんちょ ～リターン・キッズ～?)
- Hirudora (tháng 11 năm 2008 – tháng 3 năm 2009)
- Panda ga Machi ni Yattekuru (パンダが町にやってくる?)
- Ochaberi (おちゃべり?)
- Hyōryū Net Cafe (漂流ネットカフェ?)
- Tei-Oh (帝王?)
- Shinya Shokudō (深夜食堂?)
- Peace maker Kurogane (新撰組PEACE MAKER?)
- Sandaime Akechi Kogorou Kobayashi ~Kyō mo Meichi ga Korosa Reru~ (三代目明智小五郎〜今日も明智が殺される〜?)
- Dohyo Girl! (土俵ガール!?)
- Ushijima the Loan Shark (闇金ウシジマくん?)
- Quartet (カルテット?)
- Muscle Girl! (マッスルガール!?)
- Arakawa Under the Bridge (荒川アンダー ザ ブリッジ?)
- Shinya Shokudō 2 (深夜食堂2?)
- Kazoku Hakkei - Nanase, Telepathy Girl's Ballad (家族八景 Nanase, Telepathy Girl's Ballad?)
- Kodomo Keisatsu (コドモ警察?)
- Sen no Rikyu (千利休?) (1990, kỷ niệm 40 năm lập đài)
- Message ~Densetsu no CM Director Toshi Sugiyama~ (メッセージ〜伝説のCMディレクター・杉山登志〜?) (2005, kỷ niệm 55 năm)
- Toilet no Kamisama (トイレの神様?) (2011, kỷ niệm 60 năm)
- Hanayome no Chichi (花嫁の父?) (2012, kỷ niệm 60 năm)
- RUN60 (2012)[1]

### Thể thao
- with Tigers: MBS Tigers Live (〜with タイガース〜MBSタイガースライブ?) (Nippon Professional Baseball)
- National High School Baseball Invitational Tournament (選抜高等学校野球大会?) (bán kết và chung kết)
- National High School Rugby Tournament (全国高等学校ラグビーフットボール大会?)
- Tsuruya Open
- Masters GC Ladies
- Mizuno Classic
- Dunlop Phoenix Tournament
- Koshien Bowl (甲子園ボウル?)